# 고양이 해부학

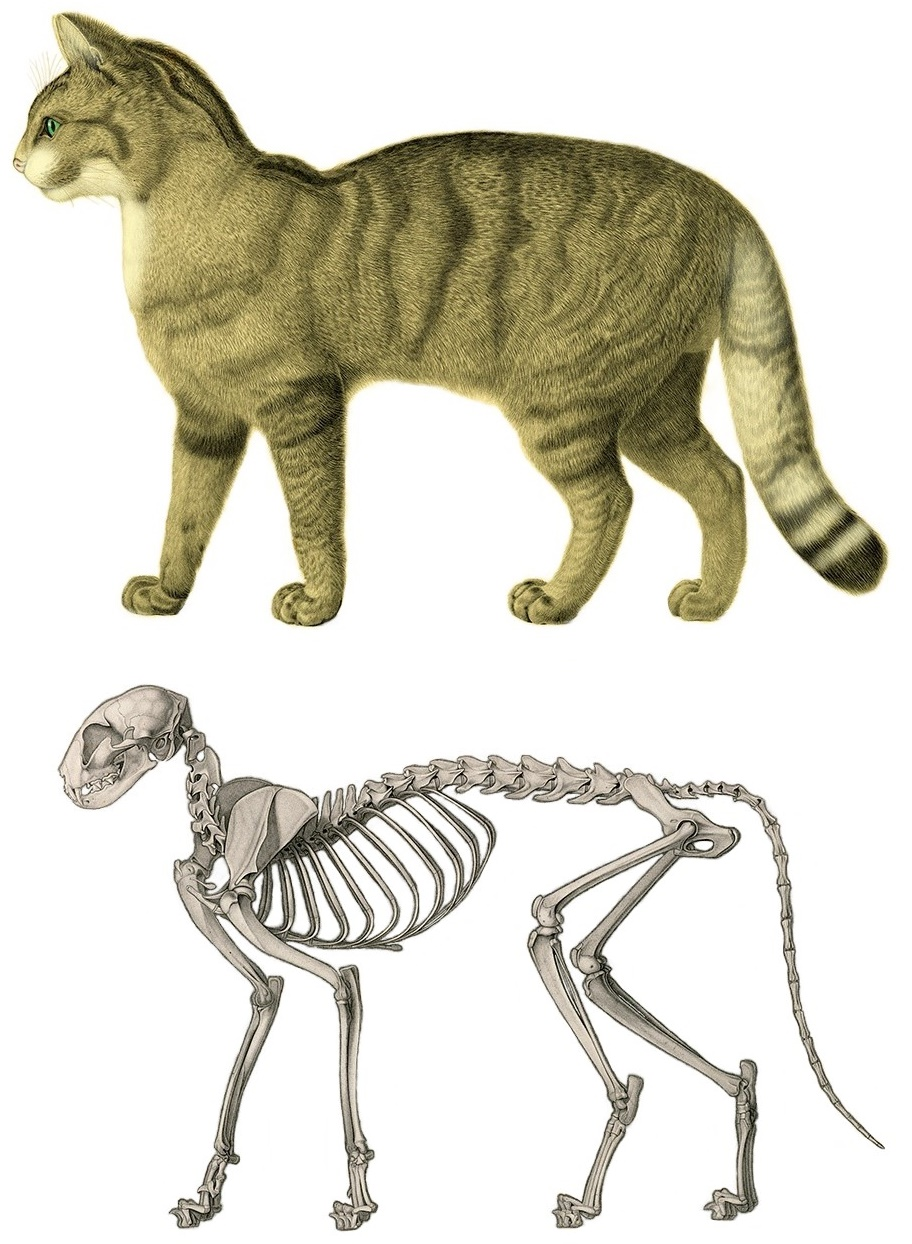
집고양이의 골격 구조

고양이 해부학은 고양이속의 다른 종들의 해부학과 유사하다.

## 입

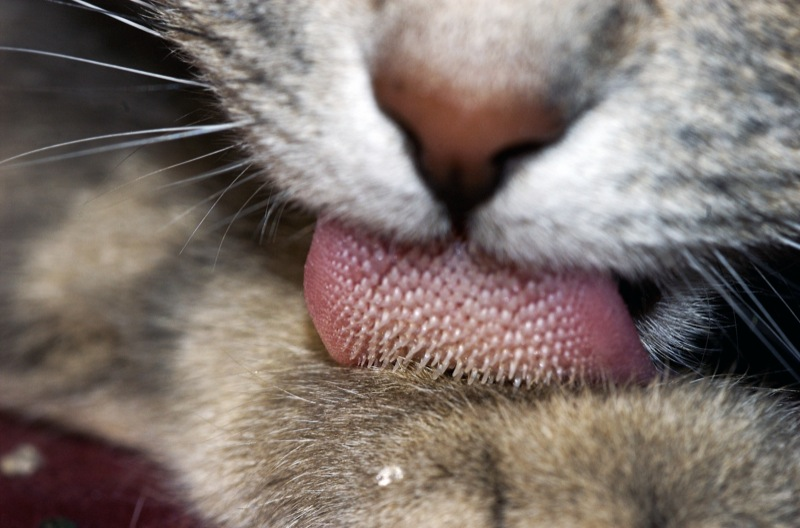
고양이의 혀에서 발견되는 날카로운 가시나 유두. 유두의 5가지 유형은 혀의 앞면에서 확인 가능하다.

### 영구치
고양이는 고도로 전문화된 이빨을 가진 육식동물이다. 입을 구성하는 영구치아는 12개의 앞니, 4개의 송곳니, 10개의 앞니, 4개의 소구치, 4개의 큰어금니로 이루어져 있다. 소구치와 첫 번째 큰어금니는 입의 양쪽에 있으며, 함께 카르나시얼 쌍이라고 불린다. 카르나시알 쌍은 먹이를 자르는 것을 전문으로 하며 턱과 평행하다. 아랫입과 윗입의 앞부분에 위치한 앞니는 작고 좁으며 뿌리가 하나 있다. 그들은 음식을 잡고 물어뜯는 데 사용된다.

### 치주염
고양이는 또한 영구치가 형성되기 전에 유치를 가지고 있다. 이 치아는 생후 7일 후에 나타나며, 약간의 차이가 있는 26개의 치아를 가지고 있다. 입에는 더 작은 앞니, 가늘고 강하게 휘어진 위 송곳니, 수직 아래 송곳니, 그리고 심지어 더 작은 어금니를 가지고 있다. 어금니 윗부분과 아랫부분은 영구치 때 나타나는 어금니보다 작지만 유사성이 두드러진다.

### 혀
고양이의 혀는 점막으로 덮여 있고 등쪽에는 5종류의 뾰족한 가시 또는 돌기가 있다. 5개의 유두는 사상형, 진균형, 엽상형, 판상형, 원추형이다. 고양이의 후각과 미각은 서로 밀접하게 작용하며 혀를 냄새를 감지하는 기관으로 사용하는 비강 기관을 가지고 있으며 종, 횡, 수직 내재 근육은 움직임을 돕는다.

## 귀

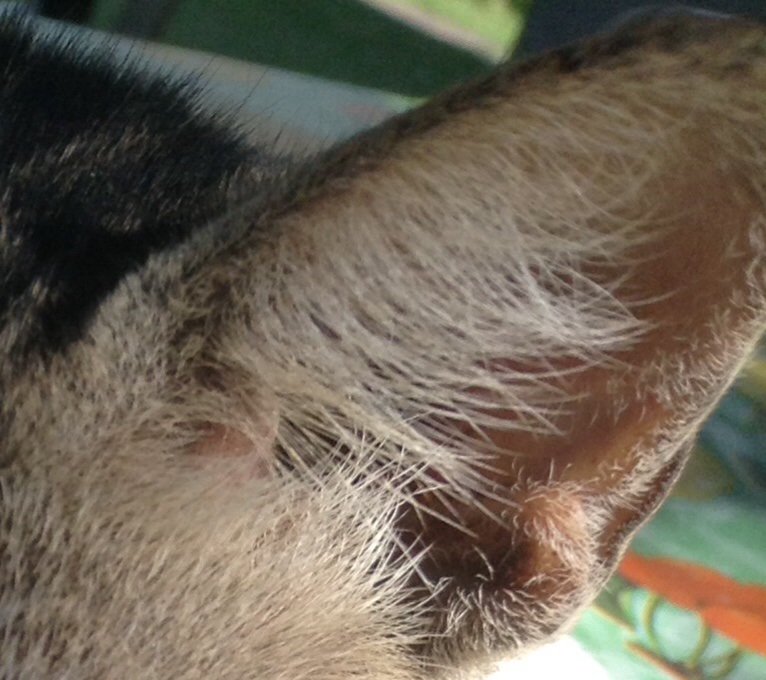
감지와 보호를 위한 특별한 털을 가진 고양이의 귀.

각 귀의 32개의 개별 근육은 일종의 방향 청력을 허용하는데, 이는 고양이는 각각의 귀를 서로 독립적으로 움직일 수 있기 때문이다. 이러한 이동성 때문에 고양이는 한 방향으로 몸을 움직일 수 있고 다른 방향으로 귀를 향할 수 있다. 대부분의 고양이들은 위를 향한 곧은 귀를 가지고 있다. 개와 달리 접힌 귀의 품종은 극히 드물다. 화가 나거나 겁을 먹으면 고양이는 귀를 뒤로 젖히고 으르렁거리거나 쉬쉬하는 소리를 낸다. 고양이들은 또한 놀거나 뒤에서 들려오는 소리를 듣기 위해 귀를 뒤로 돌린다. 헨리주머니라고 알려진 귀의 뒤쪽 아래 부분에 주머니를 형성하는 피부의 접힘은 보통 고양이의 귀에서 두드러진다. 그 기능은 알려져 있지 않지만, 소리를 필터링하는 데 도움이 될 수 있다.

## 코

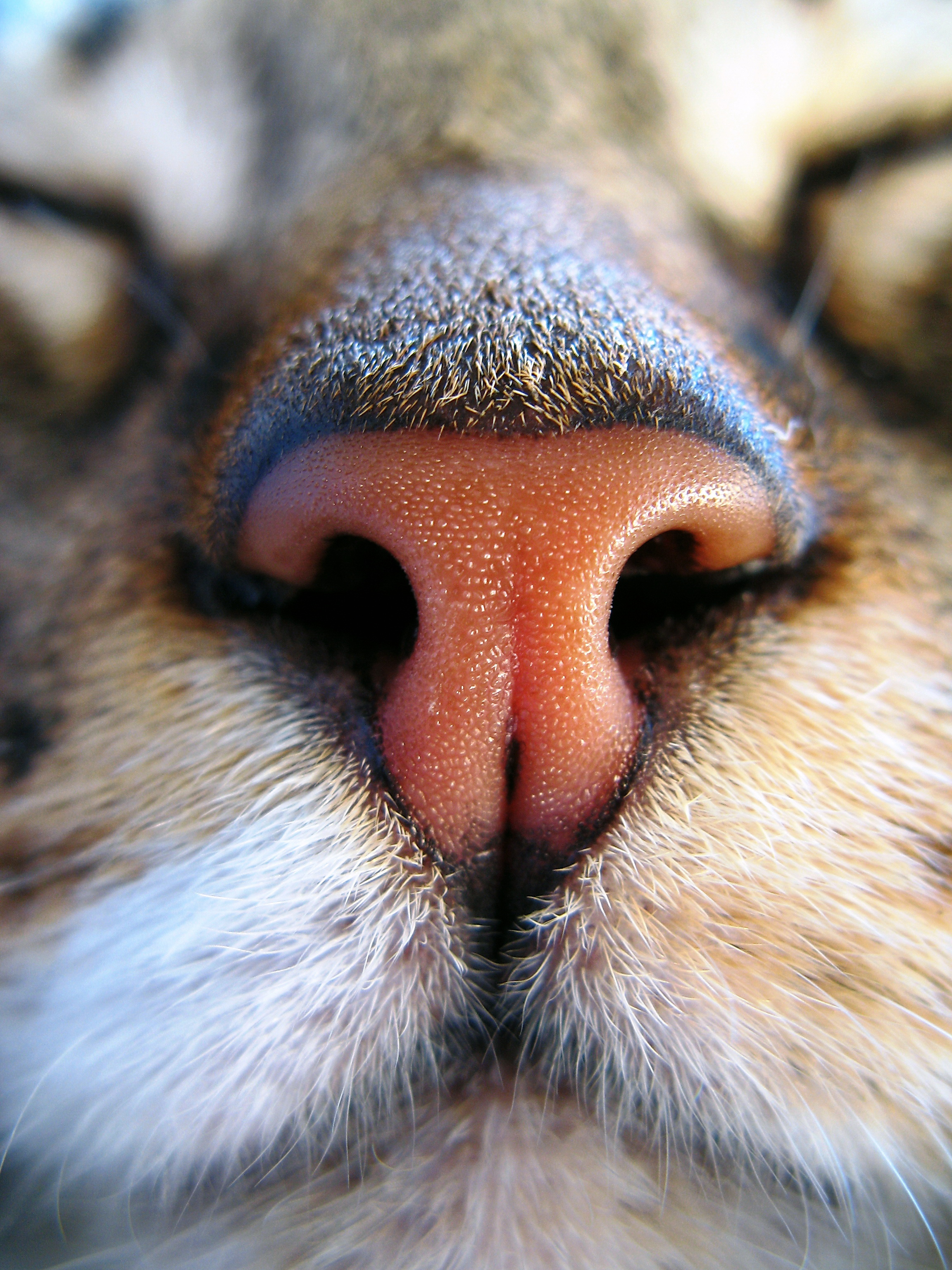
고양이의 코

고양이는 영역성이 높고, 냄새의 분비는 고양이의 의사소통에서 중요한 역할을 한다. 코는 고양이들이 영역, 다른 고양이들과 짝짓기, 먹이를 찾을 수 있도록 도와주며, 다양한 다른 용도를 가지고 있다. 고양이의 후각은 인간의 후각보다 약 14배 더 민감하다고 믿어진다. 비강은 상당히 단단하여 다소 거친 물질 또한 흡수할 수 있다. 색깔은 고양이의 유전자 형태에 따라 다양하다. 고양이의 피부는 털과 같은 색을 가지고 있지만, 코 가죽의 색깔은 전용 유전자에 의해 결정된다. 흰 털을 가진 고양이는 자외선에 의해 손상되기 쉬운 피부를 가지고 있는데, 이것은 암을 유발할 수 있다. 뜨거운 태양 아래서 바깥에 있을 때는 각별한 주의가 요구된다.

## 다리

발가락으로 움직이는 자세에서 고양이의 골격 다리 해부학

고양이는 발가락으로 움직이는 동물이기 때문에 개처럼 발가락으로 걷는다. 이것의 장점은 고양이가 다른 동물보다 더 민첩하다는 것이다. 이는 모든 동물이 일반적으로 사지당 체중의 약 2~3배에 해당하는 지면반력(GRF)을 갖기 때문이다. 사지당 체중의 약 6배가 되는 더 작은 표면적에서 증가된 체중으로 인해 다른 동물에 비해 GRF가 더 높다.
고양이들은 또한 매우 정확하게 걸을 수 있다. 다 자란 고양이는 각 발이 서로 같은 곳을 밟지 않는다는 의미의 '4박자 걸음걸이'로 걷는다. 그들이 빨리 걷든 느리게 걷든, 고양이의 걸음걸이는 그들이 걸을 때 오른쪽 팔다리의 위치를 모방하기 때문에 대칭으로 여겨진다. 이러한 유형의 운동은 정확한 조정에 필요한 네 개의 발에 촉감을 제공한다.
고양이의 척추는 사람처럼 인대가 아닌 근육에 의해 고정되어 있다. 이것은 고양이의 탄력성과 등을 위쪽으로 구부리거나 척추선을 따라 진동시켜 등을 늘리고 수축하는 능력에 기여한다.

1887년 에드워드 머이브리지에 의한 고양이의 일반적인 운동 패턴.

고양이들은 또한 팔다리의 효율적인 성능과 충격력을 조절하는 능력으로 인해 큰 부상 없이 더 큰 높이에서 점프할 수 있다. 이 경우, 뒷다리는 표면에서 표면으로 점프할 때 앞다리에 비해 더 많은 충격과 에너지를 흡수할 수 있을 뿐만 아니라 몸무게를 견디기 위해 고양이를 조종할 수 있다.

## 같이 보기
- 고양이의 감각